# Szczelina Przysłopczańska
Szczelina Przysłopczańska – jaskinia w Dolinie Miętusiej w Tatrach Zachodnich. Wejście do niej położone jest pod szczytem Zawiesistej Turni od strony Przysłopu Miętusiego, na wysokości 1215 m n.p.m. Długość jaskini wynosi 17 metrów, a jej deniwelacja 12,5 metra.

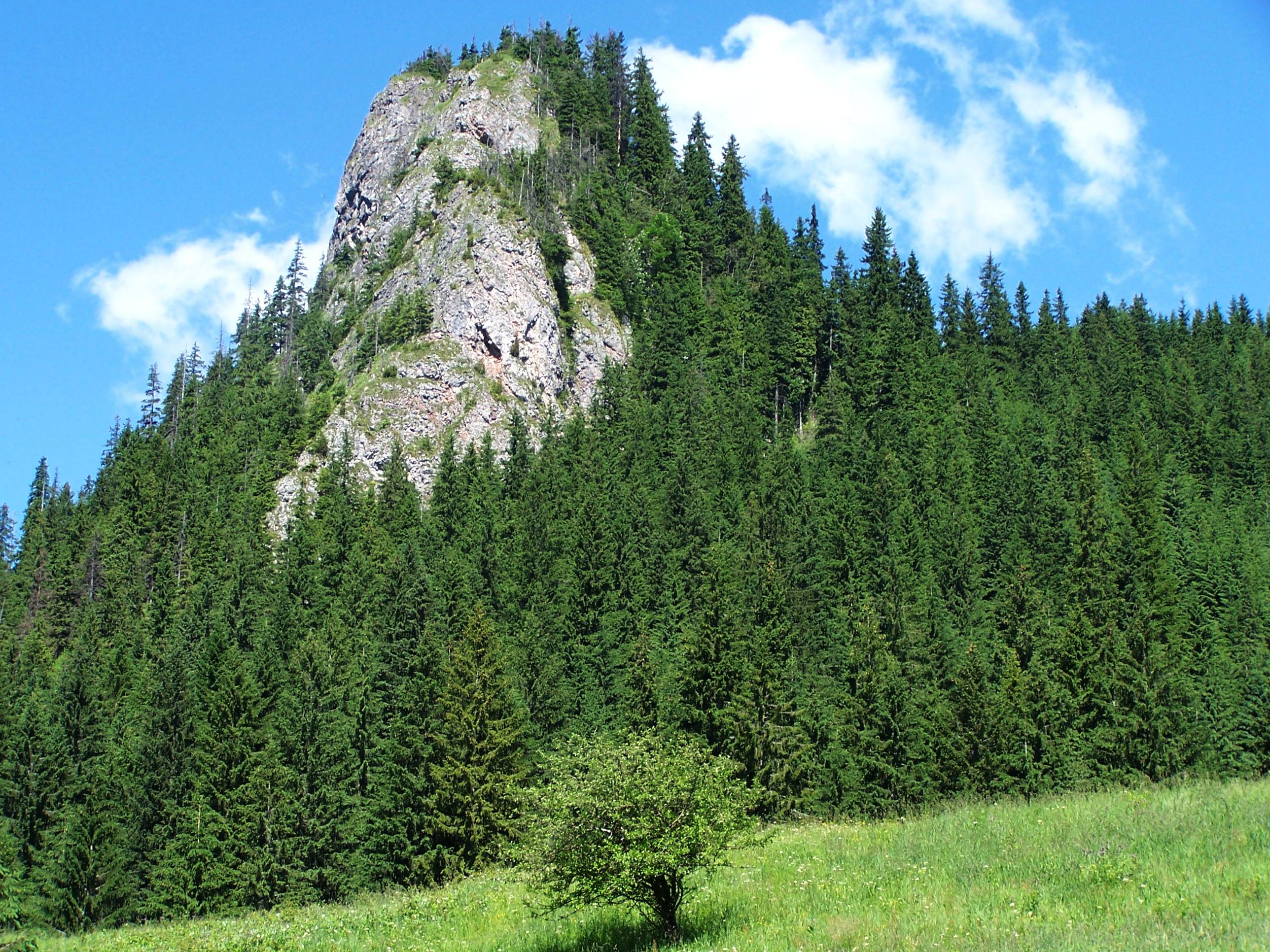
Zawiesista Turnia od strony Przysłopu Miętusiego. Pod szczytem pionowy, w kształcie szczeliny otwór jaskini

## Opis jaskini
Główną częścią jaskini jest szczelinowa studnia o głębokości około 10 metrów. Od wysokiego otworu wejściowego w kształcie szczeliny prowadzi do niej wąski, idący w dół korytarz.
Przy otworze odchodzi w bok jedyna odnoga od głównego ciągu – krótki szczelinowy korytarzyk.

## Przyroda
W jaskini brak jest nacieków. Ściany są mokre, roślinność na nich nie występuje.

## Historia odkryć
Jaskinię odkrył A. Uchman 20 lipca 1985 roku. Plan i opis jaskini sporządzono w 1991 roku.